# Robin Cuche
Robin Cuche est un skieur alpin handisport suisse, né le 21 mai 1998 à Saules dans le canton de Neuchâtel en Suisse.

## Biographie
Robin Cuche naît le 21 mai 1998 à Saules dans le canton de Neuchâtel en Suisse. Il est le neveu du skieur alpin Didier Cuche. Son frère, Rémi, est également skieur mais chez les valides.
Il souffre d'une hémiplégie légère du côté droit,. Au début de la saison 2022-2023, il est reclassifié dans la catégorie d'une hémiplégie lourde par le comité international paralympique.
Il obtient un certificat fédéral de capacité (CFC) d'employé de commerce puis une maturité professionnelle en juin 2018 avant d'intégrer la haute école de gestion de Neuchâtel.
À côté du ski, il travaille à temps partiel.
Il a porté la flamme olympique lors du tour en Suisse de cette dernière avant les jeux olympiques de la jeunesse de Lausanne en 2020.
Il est membre du ski club Chasseral-Dombresson-Villiers.

## Carrière sportive
Robin Cuche participe aux jeux paralympiques à Sotchi en 2014. Il prend part au slalom géant qu'il termine au 12e rang et au slalom qu'il termine au 18e rang.
Il monte sur son premier podium de coupe du monde en terminant troisième du slalom de Saint-Moritz en février 2015,. Il participe à ses premiers championnats du monde en 2015 à Panorama au Canada. Durant ces mondiaux, il est éliminé en géant et se déchire le ligament croisé antérieur du genou droit lors du slalom qu'il ne termine également pas. Cette blessure l'oblige à une saison 2015-2016 blanche.
Lors des championnats du monde de 2017 qui se déroulent à Tarvisio en Italie, il termine sixième de la descente et du super G. Il remporte ensuite sa première médaille mondiale en terminant deuxième du super combiné avant de finir ses mondiaux en terminant neuvième du géant. Ses résultats durant l'année 2017, et notamment cette médaille d'argent mondiale, lui permettent d'être élu sportif neuchâtelois de l'année.
Il est sélectionné pour les jeux paralympiques de Pyeongchang en 2018. Juste avant ces joutes en Corée du Sud, Robin Cuche monte sur le podium en coupe du monde en super G à Kimberley au Canada. En Corée du Sud, il termine tout d'abord huitième de la descente avant d'être éliminé en super G, en super combiné, en géant et en slalom.
La saison suivante, lors de laquelle il se consacre exclusivement à la pratique de son sport, il participe aux championnats du monde à Sella Nevea (Italie) et Kranjska Gora (Slovénie). Il a renoncé à prendre le départ du géant en raison d'un mal de dos « atroce » avant de prendre la septième place du slalom puis la neuvième de la descente, la sixième du super G et la quatrième du super combiné.
En février 2021, il estime que les jeux paralympiques de Pékin en 2022 pourraient être ses derniers. Sélectionné pour ces jeux, il revient sans médaille en terminant onzième de la descente, sixième du super G et huitième du super combiné avant d'abandonner en géant à cause de douleurs au genou et d'abandonner également en slalom. Il est le porte-drapeau suisse lors de la cérémonie de clôture de ces jeux. À l'issue de la saison, il se dit « las de ce système qui ne lui laisse quasiment aucune chance ».
À l'entame de la saison 2022-2023, il change de catégorie de handicap. Il remporte ses quatre premières courses de coupe du monde à Veysonnaz en s'imposant lors des trois géants et du slalom au programme. Lors des championnats du monde 2023 d'Espot en Espagne, il remporte trois médailles d'argent en super G, puis en super combiné et en descente avant de connaître l'élimination en géant et en slalom.

## Palmarès

### Jeux paralympiques
| Édition / Épreuve                   | Descente | Super-G | Slalom géant | Slalom | Super combiné |
| ----------------------------------- | -------- | ------- | ------------ | ------ | ------------- |
| Jeux paralympiques 2014 Sotchi      | —        | —       | 12e          | 18e    | —             |
| Jeux paralympiques 2018 Pyeongchang | 8e       | DNF     | DNF          | DNF    | DNF           |
| Jeux paralympiques 2022 Pékin       | 11e      | 6e      | DNF          | DNF    | 8e            |

Légende :
- : pas d'épreuve
- — : non disputée par Robin Cuche
- DNF : N'a pas terminé

### Championnats du monde
| Édition / Épreuve                                       | Descente                 | Super-G                  | Slalom géant | Slalom | Super combiné            |
| ------------------------------------------------------- | ------------------------ | ------------------------ | ------------ | ------ | ------------------------ |
| Championnats du monde 2015 Panorama (en)                | —                        | —                        | DNF          | DNF    | —                        |
| Championnats du monde 2017 Tarvisio                     | 6e                       | 6e                       | 9e           | —      | Médaille d'argent, monde |
| Championnats du monde 2019 Sella Nevea et Kranjska Gora | 9e                       | 6e                       | DNS          | 7e     | 4e                       |
| Championnats du monde 2022 Lillehammer                  | 7e                       | DNF                      | —            | 17e    | 16e                      |
| Championnats du monde 2023 Espot                        | Médaille d'argent, monde | Médaille d'argent, monde | DNF          | DNF    | Médaille d'argent, monde |

Légende :
- : pas d'épreuve
- — : non disputée par Robin Cuche
- DNF : N'a pas terminé
- DNS : N'a pas pris le départ